# Vrícko
Vrícko (niem. Münnichwies) – wieś (obec) na Słowacji położona w kraju żylińskim, w powiecie Martin. Pierwsze wzmianki o miejscowości pochodzą z roku 1594.

## Historia
Wieś została założona z końcem XIV w. przez kolonistów niemieckich i była częścią tzw. Hauerlandu. Pierwsza wzmianka pisemna pochodzi z roku 1594. Przez dłuższy czas właścicielami wsi byli jezuici z Klasztoru pod Zniewem. Jeszcze do czasów międzywojennych większość ludności była narodowości niemieckiej – została ona wysiedlona tuż po II wojnie światowej.
Według danych z dnia 31 grudnia 2010, wieś zamieszkiwało 471 osób, w tym 317 kobiet i 154 mężczyzn.
W 2001 roku rozkład populacji względem narodowości i przynależności etnicznej wyglądał następująco:
- Słowacy – 97,01%
- Czesi – 1,0%
- Niemcy – 0,50%
- Romowie – 0,25%
- Węgrzy – 1,25%

## Zabytki
We wsi znajduje się renesansowy, później zbarokizowany kościół z XVII w. Zachowało się też sporo XIX-wiecznych, zrębowych chałup krytych gontami.